# 神經語言規劃
神經語言程式學（英語：Neuro-Linguistic Programming，簡稱NLP），或譯神經語言規劃、身心語言程式學等，是一種能在短時間內轉變人的思想、情緒與行為的方法之一。神經語言程式學是一種研究人類情緒行為的科學，主張神經過程、語言和後天行為模式之間存在聯繫，可透過改變這些聯繫來實現生活中的特定目標，參考了來自個人中心治療、完形治療法、催眠療法、認知科學等理論。
學術界普遍認為，神經語言程式學的有效性在科學上無法被完全證實，並且不符合傳統的科學原則。科學文獻回顧表明，神經語言程式學的理論根據是基於對大腦內部運作的隱喻，這些隱喻與當前的神經學理論有許多不一致。即使有支持其成效的研究，其數量及質素亦不佳。有三倍多的高品質研究未能重現創始人班德勒、葛瑞德和其他NLP實踐者所提出的主張。
「神經語言程式學」一詞意在傳達腦中（「neuro」，意指「關於神經/神經系統的」）的運作，可以在系統性指令（「programming」，意指「節目編排」或「程式編寫」，意譯作「規劃」）的基礎上，藉由語言（「linguistic」，意指「語言的/語言學的」）來進行改變。

## 起源與歷史
NLP發源地位於聖塔克魯茲加利福尼亞大學。NLP有三位創始人，其中名為理察·班德勒的在求學時主修電腦學系，但他卻醉心研究人類行為，遍讀心理學叢書，常常向傳統心理學派提出種種挑戰，爾後他拿下心理學碩士與哲學碩士學位。
另外一位則是任教於加州大學的語言學家，曾有協助美國中央情報局（CIA）經驗的約翰·葛瑞德（John Grinder）。以及另一位在西方消失20年，卻是在初始發展階段非常重要的發展者，法蘭克·普西林克（Frank Pucelik）。三位皆不滿傳統心理學派的治療過程，因其時間太長且效果不能持久。在一次的因緣際會下，他們一起研究並模仿當時四位在人類溝通以及心理治療方面有卓越成就的大師在治療過程運用的語言模式、心理策略等。加上獨創的理念而整理出NLP的理論架構，經過多年反覆的臨床實驗，認為NLP在運用於人類行為改變方面具有非常顯著的效果。
John與Richard起初所Modeling的三位大師
1.Milton Hyland Erickson：艾瑞克森催眠治療創始人－米爾頓·艾瑞克森醫師
2.Virginia Satir：家庭治療大師－維吉尼亞·薩提爾
3.Fritz Pearls：完形治療創始人－弗烈茲·皮爾斯
Richard曾在家族治療大師Virginia Satir的工作坊中擔任編寫逐字稿的工作。在此過程中，他發現Virginia對個案的治療語言有特殊的對話模式，於是Richard拆解出Virginia的說話模式，並找到任教於南加州大學的語言學副教授John Grinder二人共同出版了【神奇的結構I、神奇的結構II(The Structure of MagicI,The Structure of MagicII)】。
Virginia為上述二本書寫推薦序，讚賞Richard及John二人非常有才華。Virginia並提到「我發現儘管我意識到改變正在發生，但我無法明白使改變成為可能的具體原理......，Richard及John所做的，就是從其中提取『如何做到的形式』到底是什麼? 這與二人所學的數學、物理學、神經病學和語言學關聯極大，他們採用的是複雜的方式達成的。」
而人類學家Gregory Bateson(為思覺失調症患者家族的對話中，研究發現雙重束縛Double Bind理論的學者)為這二本書寫的推薦序中，也提到John及Richard二人成功地將「語言學」變成「理論的基礎」，同時成為「治療的工具」。Gregory：「就我現在看來，John及Richard所達成的，『對治療是不可或缺的』。......他們成功的『將人們怎麼樣逃避變化的句法』清楚地闡釋出來，而得出如何改變個案的方法。」
John, Richard, 及Virginia三人在1976年共同出版了【與家庭一起改變(Changing with Families （页面存档备份，存于）】，在此書中，三人詳細描述了如何善用三人整合各自的家庭及個人治療經驗、在家族治療過程中，逐漸發展出的技巧，且明確提出在治療過程中的有效溝通模式。這些技巧是經過三人實際驗證的工具、模式和方法；並鼓勵治療者們去運用這些治療技巧，來表達自我及治療家族成員時，得以有效溝通。

### 後續重大發展
- 美國 Richard Bandler依循著NLP的基礎，又開發了人類設計工程學Design Human Engineering（DHE）[19]John Grinder博士發展了New Code NLP技術[20]。 在John 及Richard 眾多學生中，在各自的研究領域中都發展出深層行為改變的技巧． 有幾位現今都是NLP界中的頂級大師，如下：
  1. Judith Delozier：第2代NLP的貢獻者
  2. 美國NLPU（NLP University）Robert Dilts博士：創BAGEL模式及迪士尼策系統NLP系統NLP的貢獻者，他發展出第三代系統NLP，提出場域對個仁及系統的重要性，重視操作過後的身心平衡，整體平衡。
  3. .Stephen Gilligan博士－自我关系心理学（Self-Relations Psychotherapy）创始人
  4. Tad James博士－时间线治疗（Time Line Therapy®）創始人[21]
  5. Connirae Andreas博士與Tamara Andreas[22]－核心轉化療法（Core Transformation）發明人
  6. Anthony Robbins－被喻為「激励者中的激励者」（The motivator of motivators）[23]
  7. Michael Hall從深化NLP到自我實現的ISNS創辦人[24]。
- 英國： Richard Bandler的學生與NLP共同發展人Paul McKenna－最著名的就是廣泛地在電視上所演示的NLP

## 內容
神經語言程式學（NLP）是提升人與人之間的溝通技巧，以及積極正面的思維技術：神經系統、語言模式與大腦策略。
- 多重思維觀點，由各個不同層級去觀想問題、觸及問題、解決問題。
- 改變自我受困的想法，拓展更多選擇的可能性。

### 「基本假設」／「假設前提」
NLP神經语言程式学有12个最基本的「假设前提」又作「基本假設」（NLP Presuppositions）：
1. 没有二個人是一樣的
2. 一個人不能控制另一個人（尊重别人的世界觀，主因是潛意識的決定大於意識，因此未符合在潛意識中的正向意圖的決定，無法持久。）
3. 有效果比有道理重要（即使說的話理據十分充足，但對方不相信或根本不能實行，還是無效）
4. 只有由感官所構成的世界，並没有絕對的真實世界（又稱地圖≠疆域，內在地圖與外在世界並不相等）
5. 溝通的意義取決於對方的回應
6. 重複舊的做法，只會得到舊的结果
7. 凡事至少有３種解决方法（一種辦法，不是辦法；二種辦法，左右為難；三種辦法，才是彈性靈活有創意的）
8. 每個人都會選擇對自己最有利的行為（每個人也是在各種限制下做出最佳的决定與行為）
9. 每個人都已具備成功快樂的資源
10. 任何一個系统裡，最靈活的部份是影響大局的最大因素（越靈活的人越有影響力）
11. 没有失敗，只有回饋
12. 動機和情緒都没有错，只是行為有效無效而已

## 應用
有許多不同領域的人士，例如：政治家、演说家、推銷員、傳道人、教師、社工、輔導員、管理層、人事部等，學習箇中技巧並應用於工作中，當中抑不乏用於家庭溝通與戀愛關係。崛起於卡內基訓練（Dale Carnegie Training）之後的新興人際溝通技巧，然而其多元觀點的融合（心理學、神經學、語言學以及催眠技巧），很快地便在歐、美、日、港等地掀起熱潮，不少國際知名人士皆有學習和運用NLP技巧，例如：富爸爸，窮爸爸作者羅伯特‧清崎、美國前總統柯林頓、網球好手安德烈‧阿格西...等。

## 水準與程度
NLP神經語言程式學國際認證課程有4種等級證書：
1. 執行師 Practitioner
2. 高階執行師 Master Practitioner
3. 訓練師 Trainer
4. 高階訓練師 Master Trainer

由於創始人Bandler和John之間的官司糾紛，目前「NLP」及「神經語言程式學」雖因無法註冊商標權，並不隸屬於任何個人或組織所擁有；然而由各機構後期開發的技術並非公共財。
例如：美國NLPU國際認證課程及教材具有合法著作權及版權，經過美國NLPU認證後的高階訓練師必須經過嚴謹的評估，才能得到NLPU的聯盟授權，取得版權使用權，合法使用NLP授權教材，及協助學員申請NLPU發出的NLP執行師、高階執行師證書，NLPU對於授權的機構有其規範，且NLPU規定NLP執行師－學習時數(包含課程、實作、或督導時數)需達120小時。
而John及Richard各自成立機構授課，可取得認證。目前並沒有统一的官方機構負責國際認證。取得NLP執行師、高階執行師、訓練師或高階訓練師的認證，由各國培訓機構及認證協會根據規範採認 。

## 支持者與反對者的觀點

### 外界的質疑
NLP倍受正統心理學質疑。Grant Devilly（2005）指出：
|  | 初推出的時候，NLP被認為是療法上的新突破，亦常見於工作坊、影帶、書本等廣告。這些工作坊提供證書 [……] 可是，在對照研究中，發覺沒有太大實際成效，而且廣告內經常夾雜一些極端或者經常改變的聲稱，所以研究員開始認為研究這方面是不智的，甚至覺得NLP是不可能測驗的理論。 [……] NLP 沒有 1970年代及1980年代般流行，但仍然在一些人力資源界小規模地進行。科學來了又沒有了，但信念還在。 |

- NLP可能受到新紀元運動及人類潛能（英语：Human Potential Movement）等信念影響[39][40][41][42][43][44][45][46][47][48]。
- NLP被認爲基于社会建构主义[49]。
- 《僞科學百科全書（英语：Encyclopedia of Pseudoscience）》（2000年）中收錄了對NLP的批評文章。

#### 對質疑的反駁
- NLP常被大量使用在「心靈成長」等議題，這是與NLP本身信念有所違背的，引用NLP創始人理察‧班德勒一段話：「我在這裡教大家的，不過就是如何管理人生，......，這不是什麼理念，不是意識形態，也不是宗教信仰，......。」（. ISBN 9789861751870.）
- NLP創辦人John Grinder認為NLP與信仰或靈性成長無關。[50]
- John Grinder、美國NLPU，以及這二大機構所授權教學機構的課程內容中，明確顯示NLP無法控制人。獲得這二大系統以下授權教學的NLP訓練師及NLP高階訓練師，他們因為受到嚴謹的評估及認證後，才能取得授權教材，或為參與者申請這二大系統的證書，因此授課內容中主要是如何療癒個案，完全沒有任何關於控制的內容。[來源請求]

## 相關書目及實證研究
- 羅伯特·迪爾茨. . ISBN 9789869521000.
- 理察‧班德勒. . ISBN 9789861752976.
- 理察‧班德勒. . ISBN 9789861751870.
- 理察‧班德勒. . ISBN 9575296613.
- 理察‧班德勒. . ISBN 9575297512.
- 理察‧班德勒. . ISBN 9575298144.
- 張旭男（2023）。【NLP協助由父母教養所形成的童年創傷研究】﹝碩士論文﹞臺灣博碩士論文知識加值系統。
- 杜瑞坤. . ISBN 9628928554.

## 脚注
1. 1 2  Nach Wolfgang Walker, Abenteuer Kommunikation. Bateson, Perls, Satir, Erickson und die Anfänge des Neurolinguistischen Programmierens (NLP), Stuttgart: Klett-Cotta: pp. 249, ISBN 978-3-608-91976-9 （德文） Walker fasst zusammen aus: Rupprecht Weerth, NLP & Imagination. Grundannahmen, Methoden, Möglichkeiten und Grenzen, Paderborn: Junfermann: pp. 7 f., ISBN 3-87387-078-9 （德文）
2. ↑  Tosey, Paul; Mathison, Jane.  (PDF). Centre for Management Learning & Development, School of Management, University of Surrey.   [12 September 2019]. （原始内容 (PDF)存档于3 January 2019）.
3. ↑  Dilts, Robert; Bandler, Richard. . Meta Publications. 1980: 2  [2023-11-24]. ISBN 978-0-916990-07-7. （原始内容存档于2023-11-24） （英语）.
4. ↑  Thomas Witkowski. . The Scientific Review of Mental Health Practice. 2012, 9 (1): 29–40.
5. ↑  Jackie Sturt, Saima Ali, Wendy Robertson, David Metcalfe, Amy Grove, Claire Bourne, Chris Bridle, Neurolinguistic programming: A systematic review of the effects on health outcomes, British Journal of General Practice, 62 (604): pp. e757-e764, doi:10.3399/bjgp12X658287 （德文）
6. ↑  Christopher F. Sharpley, Research Findings on Neurolinguistic Programming: Nonsupportive Data or an Untestable Theory?, Journal of Counseling Psychology, 34 (1): pp. 103–107, doi:10.1037/0022-0167.34.1.103 （德文）
7. 1 2  Tomasz Witkowski, [czasopisma.pan.pl Thirty-Five Years of Research on Neuro-Linguistic Programming. NLP Research Data Base. State of the Art or Pseudoscientific Decoration?], Polish Psychological Bulletin, 41 (2): pp. 58–66, doi:10.2478/v10059-010-0008-0 （德文）[永久]
8. ↑  Richard Wiseman, Caroline Watt, Leanne ten Brinke, Stephen Porter, Sara-Louise Couper, Calum Rankin, The eyes don’t have it: Lie detection and Neuro-Linguistic Programming, PLoS One, 7 (7): pp. e40259, doi:10.1371/journal.pone.0040259 （德文）
9. ↑  John Carey, Richard Churches, Geraldine Hutchinson, Jeff Jones, Paul Tosey, Neuro-linguistic programming and learning: Teacher case studies on the impact of NLP in education, Reading: CfBT Education Trust, ISBN 1-907496-11-4 （德文）
10. ↑  Karen Stolznow, Bad Language. Not-so Linguistic Programming, Skeptic, 15 (4): pp. 7 （德文）
11. ↑  Barry L. Beyerstein, Brainscams: Neuromythologies of the New Age, International Journal of Mental Health, 19 (3): pp. 27–36, ISSN 0020-7411 （德文）
12. ↑  von Bergen, C. W.; Gary, Barlow Soper; Rosenthal, T.; Wilkinson, Lamar V. . Human Resource Development Quarterly. 1997, 8 (4): 281–294. doi:10.1002/hrdq.3920080403.
13. ↑  Druckman, Daniel. . Journal of Applied Social Psychology. 1 November 2004, 34 (11): 2234–2260. doi:10.1111/j.1559-1816.2004.tb01975.x.
14. ↑  Kotera, Yasuhiro; Sheffield, David; Van Gordon, William. . Human Resource Development Quarterly. 2019-03, 30 (1): 101–116. doi:10.1002/hrdq.21334.
15. ↑  Passmore, Jonathan; Rowson, Tatiana S. . International Coaching Psychology Review. 2019, 14 (1): 57–69  [2022-02-18]. ISSN 2396-8753. （原始内容存档于2022-02-18） （英语）.
16. ↑  Sharpley, Christopher F. . Journal of Counseling Psychology. 1 January 1987, 34 (1): 103–107. doi:10.1037/0022-0167.34.1.103.
17. ↑  Bandler, Richard; John, Grinder. . Palo Alto, California: Science and Behavior Books. 1975: VII－VIII. ISBN 0-831-40044-7.
18. ↑  Bandler, Richard. . (No Title).   [2024-10-03]. （原始内容存档于2024-10-07） （英语）.
19. ↑  .   [2022-01-20]. （原始内容存档于2021-01-25）.
20. ↑  .   [2022-01-20]. （原始内容存档于2021-03-20）.
21. ↑  .   [2016-09-02]. （原始内容存档于2021-04-18）.
22. ↑  .   [2014-01-07]. （原始内容存档于2021-04-12）.
23. ↑  .   [2014-01-07]. （原始内容存档于2021-03-23）.
24. ↑  .   [2022-01-20]. （原始内容存档于2021-04-26）.
25. ↑  .   [2014-01-06]. （原始内容存档于2014-01-06）.
26. ↑  http://gatehouse13.com/2011/03/02/the-building-blocks-of-nlp-the-presuppositions/ （页面存档备份，存于） The Building Blocks of NLP: The Presuppositions
27. ↑  .   [2015-12-30]. （原始内容存档于2020-06-03）.
28. ↑  http://book.douban.com/review/1170804/#!/i!/ckDefault （页面存档备份，存于） NLP基本精神：12条前提假设
29. ↑  Not Ltd v. Unlimited Ltd et al (Super. Ct. Santa Cruz County, 1981, No. 78482),  (Super. Ct. Santa Cruz County 29 October 1981).
30. ↑  .   [12 June 2013]. （原始内容存档于2001年4月6日）.
31. ↑  . 13 June 2013  [110 July 1996]. （原始内容存档于2020-10-08）.
32. ↑  Grinder, John; Bostic St. Clair. . . J & C Enterprises. 2001. ISBN 0971722307.
33. ↑  . 27 July 2001  [14 June 2013]. （原始内容存档于2020-01-30）.
34. ↑  .   [14 June 2013]. （原始内容存档于2019-07-17）.
35. ↑  . 13 June 2013  [14 June 2013]. （原始内容存档于2012-02-05）.
36. ↑  . 13 June 2013  [14 June 2013]. （原始内容存档于2012-02-05）.
37. ↑  Gareth Roderique‐Davies. . Journal of Applied Research in Higher Education: 58–63. doi:10.1108/17581184200900014.
38. ↑  Carroll RT. . The Skeptic's Dictionary. 2009-02-23  [2009-06-25]. （原始内容存档于2020-09-24）.
39. ↑  Beyerstein, B.L. . International Journal of Mental Health. 1990, 19 (3): 27–36 (27)  [2014-05-08]. （原始内容存档于2016-04-09）.
40. ↑  Hunt, Stephen J. . Hampshire: Ashgate Publishing Ltd. 2003  [2014-05-08]. ISBN 0754634108. （原始内容存档于2016-09-26）.
41. ↑  Kemp, Daren; Lewis, James R. (编).  1st. Leiden: Brill. 2007  [2014-05-08]. ISBN 9789004153554. ISSN 1874-6691. （原始内容存档于2015-05-11）.
42. ↑  Aupers, Stef; Houtman, Dick (编).  1st. Leiden: Brill. 2010: 115–132  [2014-05-08]. ISBN 9789004184510. ISSN 1573-4293. （原始内容存档于2015-05-11）.
43. ↑  Hammer, Olav; Rothstein, Mikael (编).  1st. Cambridge: Cambridge University Press. 2012: 247  [2014-05-08]. ISBN 9780521145657. （原始内容存档于2015-05-11）.
44. ↑  Cresswell, Jamie; Wilson, Bryan (编).  1st. London: Routledge. 1999: 64  [2014-05-08]. ISBN 0415200490. （原始内容存档于2014-04-16）.
45. ↑  Edwards, Linda.  1st. Kentucky: Westminster John Knox Press. 2001: 573  [2014-05-08]. ISBN 0664222595. （原始内容存档于2015-05-11）.
46. ↑  Walker, James K.  1st. Oregon: Harvest House Pubslishers. 2007: 235  [2014-05-08]. ISBN 9780736920117. （原始内容存档于2015-05-11）.
47. ↑  Clarke, Peter B. (编).  1st. London: Routledge. 2006: 440–1  [2014-05-08]. ISBN 0203484339. （原始内容存档于2015-05-11）.
48. ↑  Craft, Anna. . The Curriculum Journal (Routledge). 2001, 12 (1): 125–136  [2014-05-08]. ISSN 0958-5176. doi:10.1080/09585170010017781. （原始内容存档于2019-09-18）.
49. ↑  .   [2014-06-15]. （原始内容存档于2018-03-25）.